# Таблиця смертності

## Таблиця смертності
Таблиця смертності (англ. mortality (life) table) — упорядкований ряд взаємопов’язаних величин, що характеризують зменшення з віком деякої сукупності народжених унаслідок смертності, які використовує страхова компанія для розрахунку страхових тарифів.
Вона є системою показників, які вимірюють частоту смертності в різні періоди життя та частоту дожиття до кожного наступного віку .

## Основні терміни та поняття
Повна таблиця смертності — таблиця, розрахована для однорічних інтервалів віку від 0 до 100 років. 

Скорочена таблиця смертності — таблиця, розрахована для п’ятирічних інтервалів віку від 0 до 85 років. 

Вік — період від народження до того чи іншого моменту життя.

Постійне населення — населення, яке постійно проживає на момент перепису
на певній території, враховуючи тимчасово відсутніх, якщо їх відсутність не
перевищувала 12 місяців. 

Середня очікувана тривалість життя населення при досягненні точного віку — середнє число років, яке проживуть ті, хто дожив до певного віку (початку вікового інтервалу), за умови збереження в кожному наступному віці сучасного рівня смертності. 

Демографічні сукупності — групи людей і демографічних подій, які відбуваються у їхньому житті, що виділяються при аналізі демографічних процесів, побудові таблиць та інших розрахунках.